# Sopište
Sopište (en macédonien : Сопиште  ; en albanais : Sopisht) est une commune du nord de la Macédoine du Nord. Elle comptait 6 713 habitants en 2021 et s'étend sur 223,53 km2. Elle est caractérisée par une importante minorité albanaise et se trouve sur le versant sud du mont Vodno. De l'autre côté du massif, au nord, se trouve l'agglomération de Skopje. Elle s'étend vers le sud sur les contreforts de la chaîne Jakupica, et atteint la ligne de crêtes de cette dernière sur ses limites occidentales. Sopište est donc une commune montagneuse et rurale. Elle est surtout connue pour son village de Govrlevo, où se trouve un site archéologique du Néolithique ainsi qu'un monastère orthodoxe, et pour Dolno Sonyé, un lieu de villégiature situé sur les contreforts du mont Vodno.
Son territoire est limitrophe de ceux des communes de Makedonski Brod, Skopje, Studeničani et Želino. Elle compte de nombreux villages en plus de son chef-lieu, Sopište. Ces villages sont Barovo, Govrlevo, Gorno Sonyé, Dobri Dol, Dolno Sonyé, Drjilovo, Yaboltsi, Nova Breznitsa, Patichka Reka, Rakotintsi, Sveta Petka et Tchiflik.

## Administration
La commune est administrée par un conseil municipal élu au suffrage universel tous les quatre ans. Il adopte les plans d'urbanisme, accorde les permis de construire, planifie le développement économique local, protège l'environnement, prend des initiatives culturelles et supervise l'enseignement primaire. Il compte 11 conseillers municipaux.
Le pouvoir exécutif est détenu par le maire, lui aussi élu au suffrage universel. Depuis 2013, le maire de Sopište est Stefče Trpkovski, membre de VMRO-DPMNE.

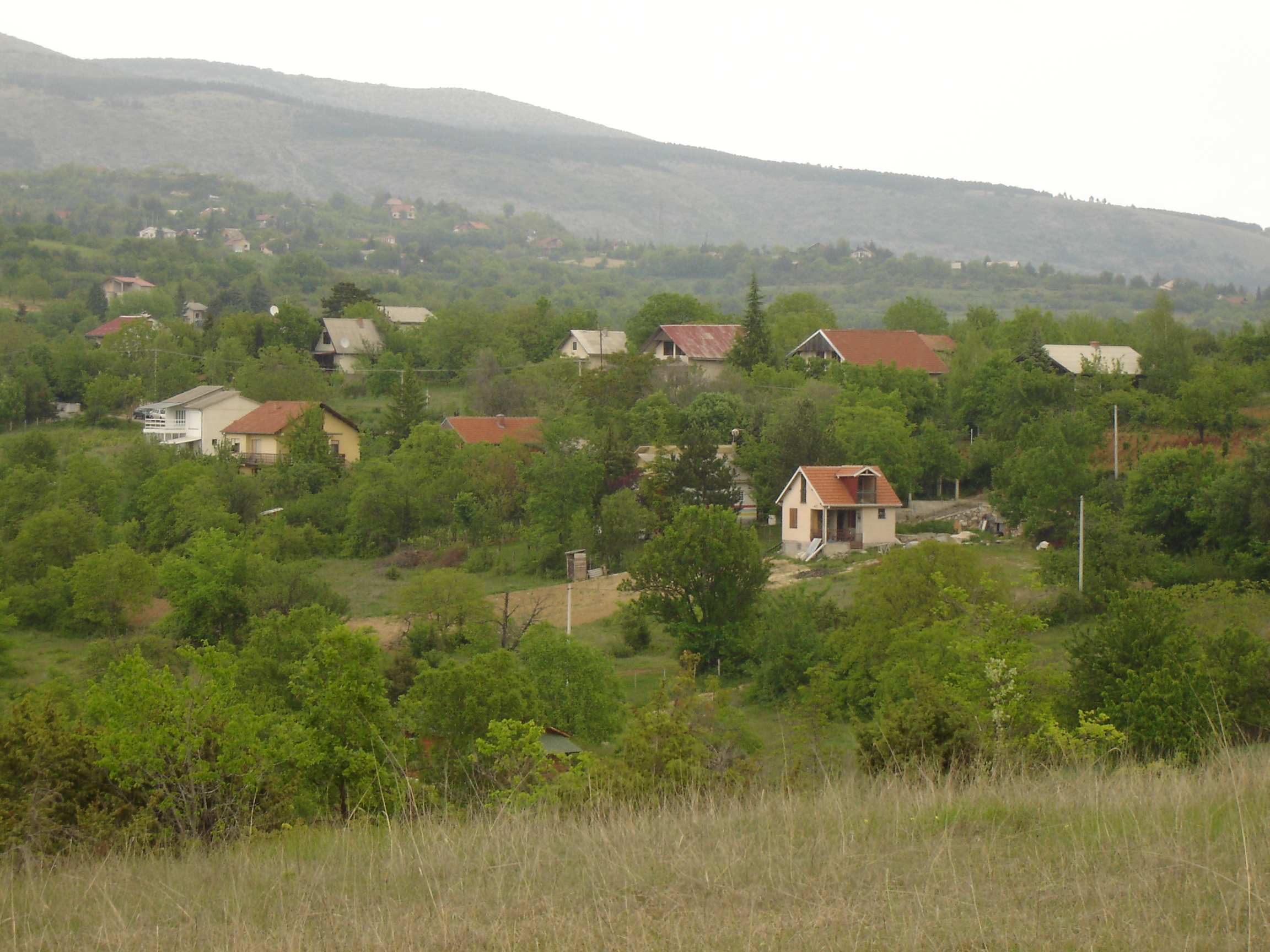
Le village de Dolno Sonyé.
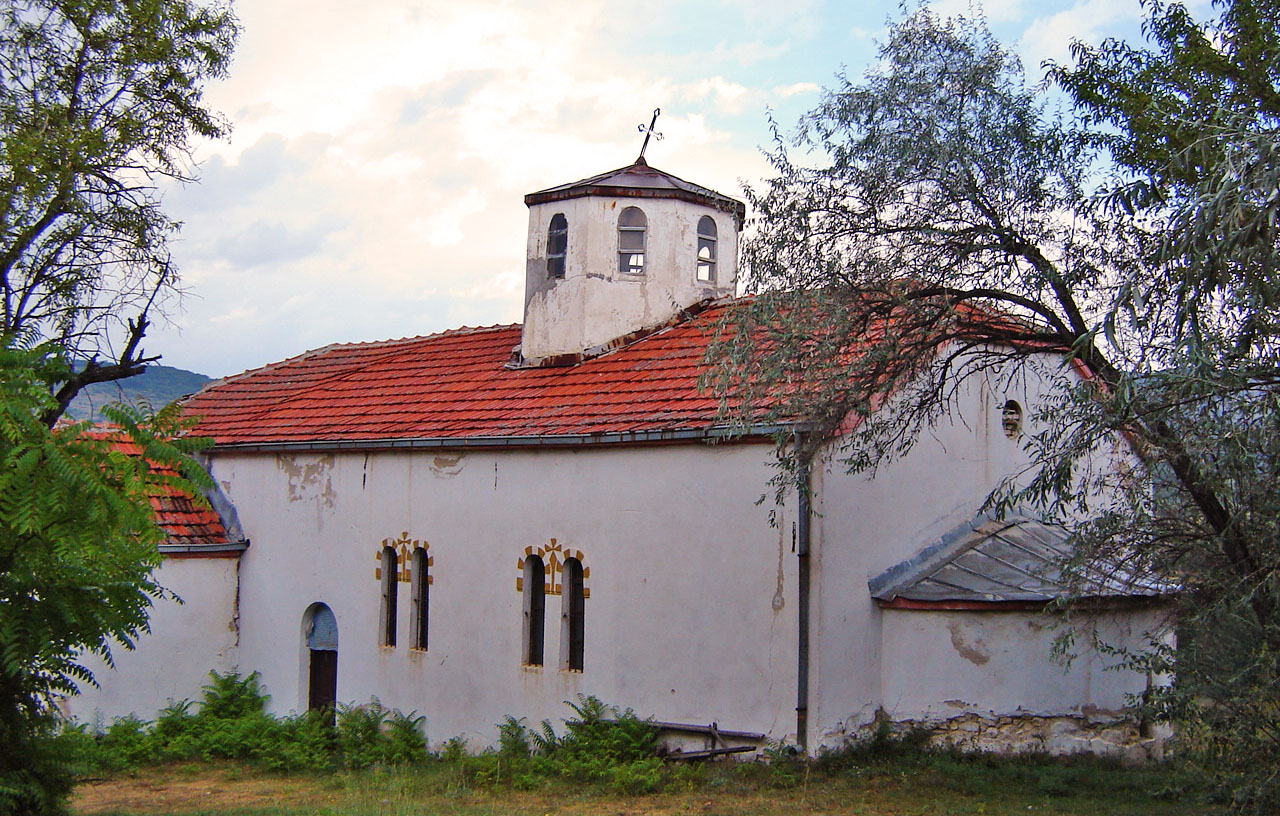
L'église de Govrlevo.
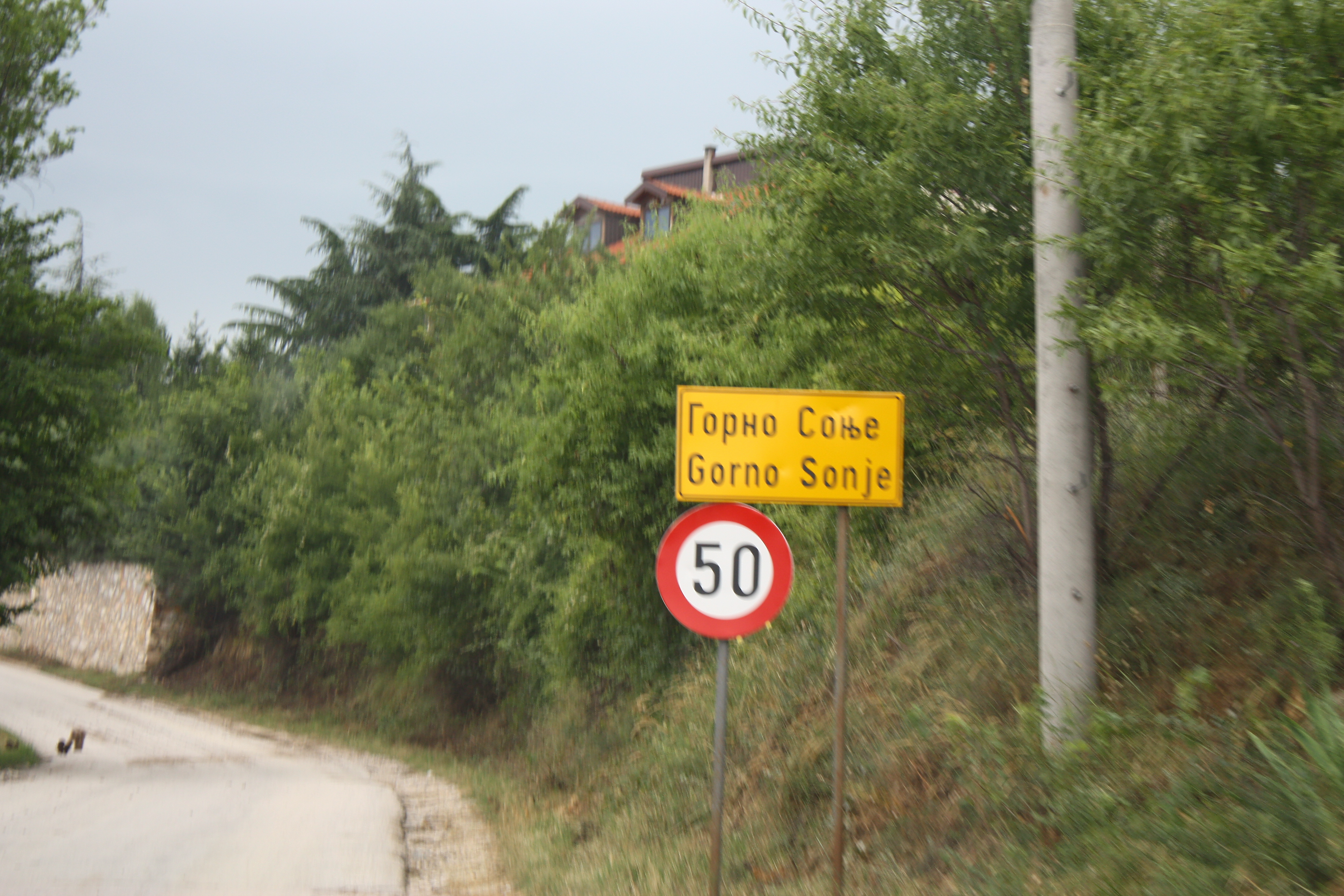
Entrée à Gorno Sonyé.

## Démographie
Lors du recensement de 2002, la commune comptait :
- Macédoniens : 3 404 (60,18 %)
- Albanais :  1 942 (34,33 %)
- Turcs : 243 (4,30 %)
- Serbes : 32 (0,57 %)
- Valaques : 4 (0,07 %)
- Autres : 32 (0,55 %)